# Мейнбрейс
Навчання «Мейнбрейс» (Exercise Mainbrace) — перші масштабні військово-морські навчання, проведені восени 1952 року новоствореним Об'єднаним командуванням в Атлантиці (ACLANT) — одним з двох головних військових командувань Організації Північноатлантичного договору (НАТО). Були частиною серії навчань НАТО, що проводились під спільним командуванням Верховного головнокомандувача в Атлантиці адмірала Лінде Маккорміка (флот США) і Верховного головнокомандувача в Європі генерала Метью Ріджвея (армія США).

## Передумови

### Активність в Північній Атлантиці (1946–1951)

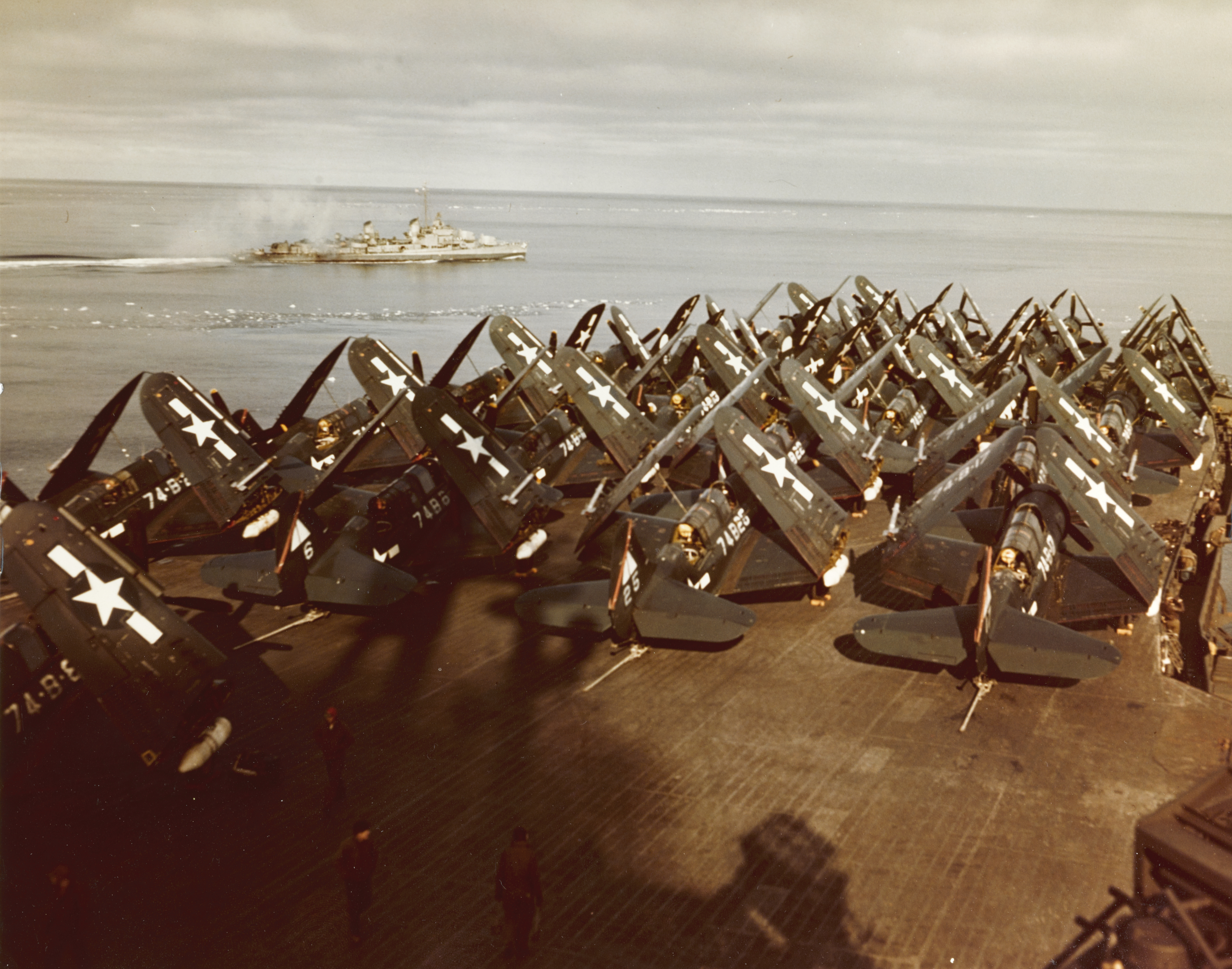
Операція «Фростбайт» (1946)

Англо-американські військово-морські планувальники визнали стратегічну важливість контролю над Норвегією і суміжними Норвезьким і Баренцевим морями ще в Першій світовій війні. Вторгнення й окупація Норвегії нацистською Німеччиною під час Другої світової війни підтвердили важливість регіону. Німеччина створила там бази для підводних і повітряних операцій проти конвоїв союзників, що прямували до радянського морського порту Мурманськ.
Після Другої світової війни флоти кількох колишніх союзників провели ряд індивідуальних і багатосторонніх військово-морських навчань, в тому числі:
- Операція «Фростбайт» (на фото) — військово-морські навчання, проведені в 1946 році за участю спеціальної групи 21.11 ВМС США на чолі з авіаносцем USS Midway (CVB-41), що знаходився в Дейвісовій протоці між Лабрадором і Ґренландією[2];
- Навчання «Веріті» — комбіновані військово-морські навчання, проведені у 1949 році за участю британських, французьких і голландських флотів, які здійснювали такі маневри, як бомбардування з моря, супроводження конвоїв, тралення і атаки на моторні міноносці[3];
- Навчання «Активіті» — військово-морські навчання, проведені у 1950 році Нідерландами для удосконалення спільного зв'язку та тактичних операцій[3];
- Навчання «Прогрес» — комбінована морська операція, проведена у 1951 році на чолі з Францією та з залученням бельгійських, французьких, данських, голландських, норвезьких і британських військово-морських сил, що брали участь в протичовнових операціях, маневрах з протиповітряної оборони, траленні і конвоюванні[3].

### Радянська стратегія стримування
Спочатку у своїй «довгій телеграмі», а згодом у статті «Витоки радянської поведінки» (The Sources of Soviet Conduct), яка з'явилася в липні 1947 року в журналі Foreign Affairs, американський дипломат Джордж Кеннан стверджував, що Йосип Сталін не буде (і, більш того, не зможе) стримувати прагнення Радянського Союзу повалити західні уряди після Другої світової війни, зазначивши:
«…наріжним каменем будь-якої політики США щодо Радянського Союзу має бути тривале, терпляче, але тверде і пильне стримування російських експансіоністських тенденцій… Радянський тиск на вільні інститути західного світу можна стримати лише за допомогою вправної і пильної протидії в різних географічних і політичних точках, постійно мінливих в залежності від зрушень і змін у радянській політиці, але його не можна усунути за допомогою заклинань і розмов».
Підтримка Кеннаном політики стримування по відношенню до Радянського Союзу легла в основу американської зовнішньої політики в роки Холодної війни, породивши доктрину Трумена, план Маршалла і створення НАТО.

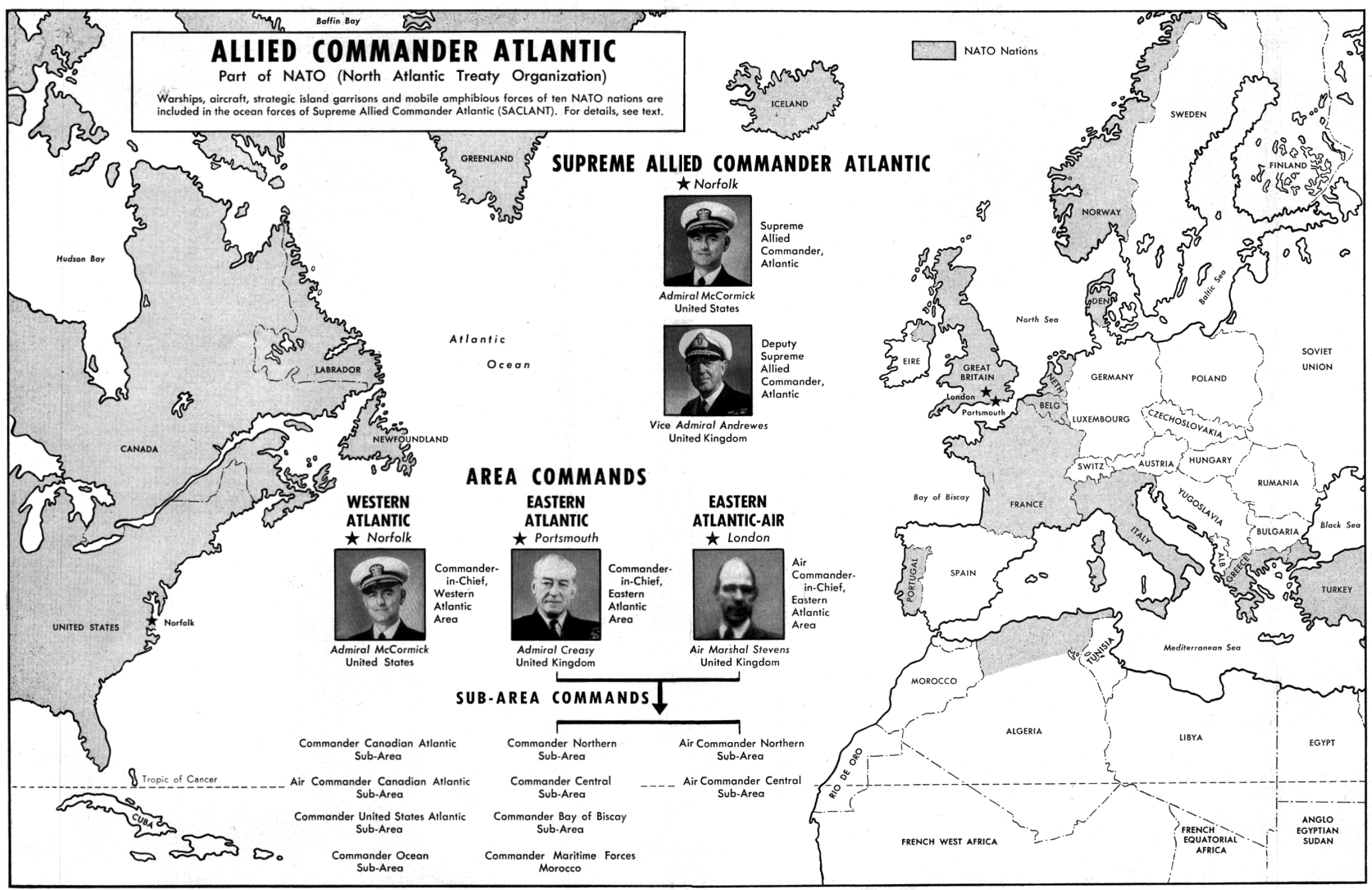
Командна структура ACLANT

### Командна структура НАТО
Зі створенням Об'єднаного командування в Атлантиці (ACLANT) 30 січня 1952 року Верховний головнокомандувач в Атлантиці (SACLANT) на ряду з Верховним головнокомандувачем в Європі (SACEUR) став одним з двох головних військових польових командирів Альянсу. 21 лютого 1952 року також було створено командування ОЗС НАТО у зоні Ла-Маншу для контролю над районом Ла-Маншу і Північного моря, захисту морських шляхів комунікацій та операцій з підтримки, що проводились SACEUR і SACLANT.

## Проведення навчань

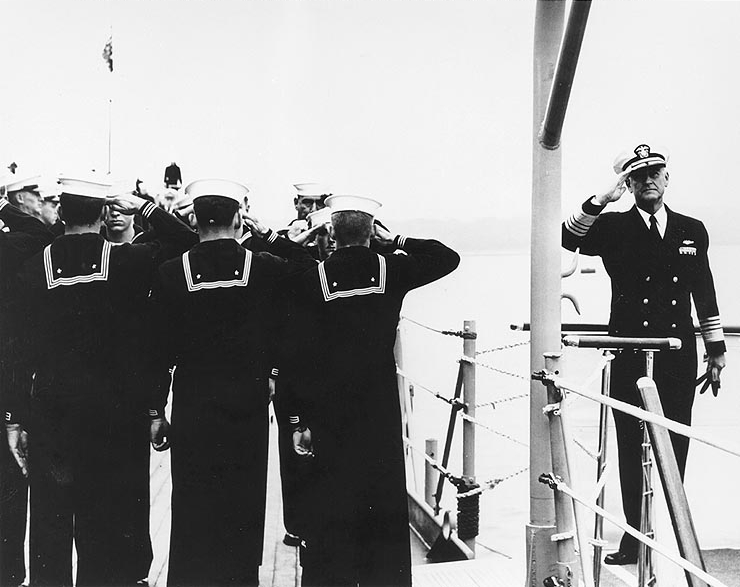
Адмірал Маккормік

Планування навчань «Мейнбрейс» було ініційовано генералом Дуайтом Ейзенхауером перед його відставкою з поста Верховного головнокомандувача ОЗС НАТО в Європі (SACEUR) для балотування на пост президента США. Самими навчаннями командували спільно SACLANT адмірал Лінде Маккормік і SACEUR генерал Метью Ріджвей. Безпосереднім командувачем на місці був британський адмірал сер Патрик Бринд, який був Верховним головнокомандувачем ОЗС НАТО у Північній Європі.
Навчання «Мейнбрейс» проводилися протягом дванадцяти днів з 14 по 25 вересня 1952 року за участі дев'яти флотів: ВМС США, британського Королівського флоту, ВМС Франції, канадського Королівського флоту, данського Королівського флоту, норвезького Королівського флоту, ВМС Португалії, нідерландського Королівського флоту і ВМС Бельгії — які проводили маневри в Норвезькому морі, в Баренцевому морі, в Північному морі поблизу півострова Ютландія і в Балтійському морі. Метою навчань було переконати Данію і Норвегію, що вони можуть бути захищені від нападу з боку Радянського Союзу. Під час навчань були імітовані авіаносні повітряні удари по формуванню «противника», що атакував північний фланг НАТО поблизу порту Буде (Норвегія), морські повітряні атаки проти агресорів поряд з Кільським каналом, протичовнові і протикорабельні операції і була здійснена висадка американських морських піхотинців в Данії.

## Склад сил
80 тисяч людей, більше 200 кораблів і 1000 літаків взяли участь у навчаннях «Мейнбрейс». Військовий репортер «Нью-Йорк Таймс» Хенсон Болдуін описав ці військово-морські сили НАТО як «найбільший і найпотужніший флот, що був присутній в Північному морі після Першої світової війни».
| Член НАТО       | Авіаносці | Лінкори | Крейсери | Конвої | Протимінні кораблі | Підводні човни | Ескадри міноносців | Теплоходи/військово-морські траулери | Усього |
| --------------- | --------- | ------- | -------- | ------ | ------------------ | -------------- | ------------------ | ------------------------------------ | ------ |
| США             | 6         | 1       | 3        | 40     | —                  | 9              | —                  | —                                    | 59     |
| Велика Британія | 3         | 1       | 2        | 31     | —                  | 17             | 4                  | 8 + траулери                         | 66     |
| Канада          | 1         | —       | 1        | 5      | —                  | —              | —                  | —                                    | 7      |
| Франція         | —         | —       | —        | 7      | 11                 | —              | —                  | 2                                    | 20     |
| Данія           | —         | —       | —        | 3      | 2                  | 2              | —                  | —                                    | 7      |
| Норвегія        | —         | —       | —        | 2      | 16                 | 2              | 3                  | 3                                    | 26     |
| Португалія      | —         | —       | —        | 3      | —                  | —              | —                  | —                                    | 3      |
| Нідерланди      | —         | —       | —        | 5      | —                  | 3              | —                  | 5                                    | 13     |
| Бельгія         | —         | —       | —        | —      | 2                  | —              | —                  | —                                    | 2      |
| Усього:         | 10        | 2       | 6        | 96     | 31                 | 33             | 7                  | 18                                   | 203    |

Авіаносне ударне з'єднання блакитного флоту

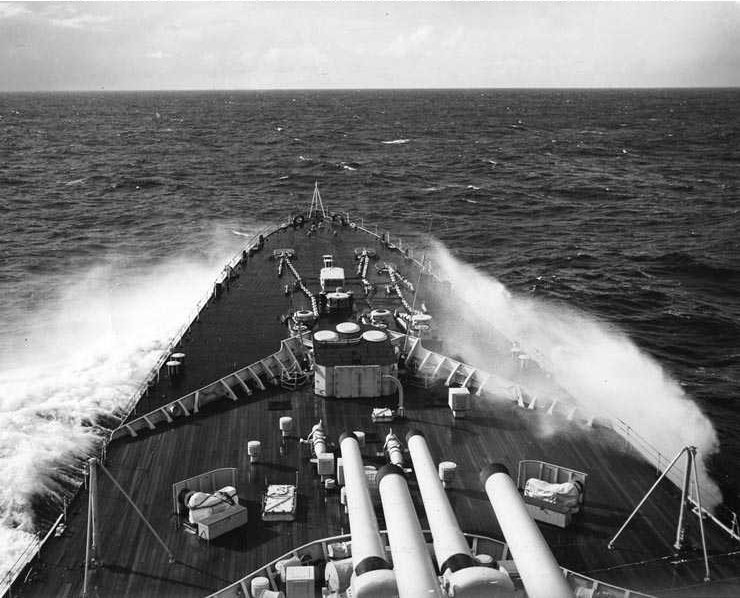
HMS Vanguard

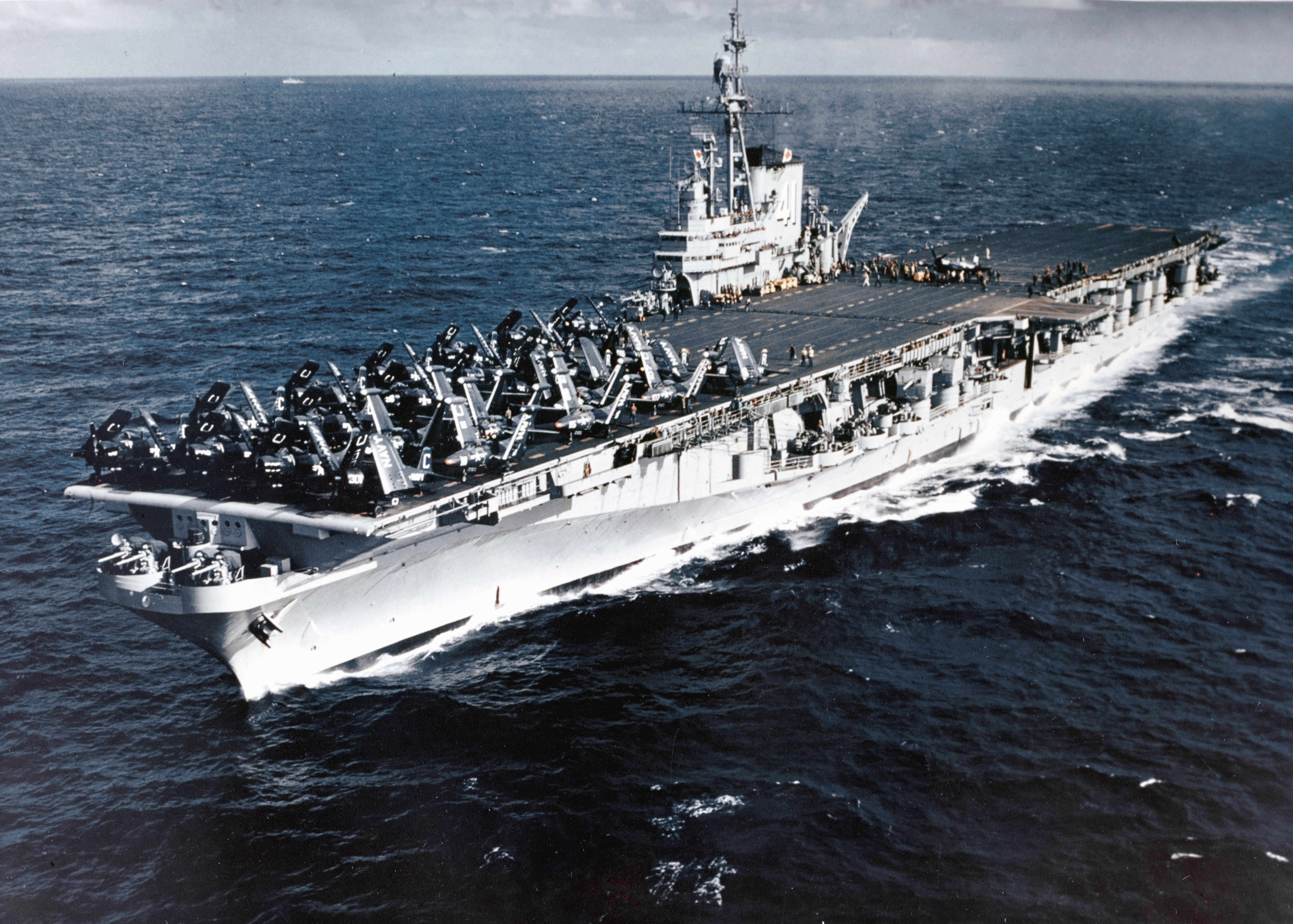
USS Midway

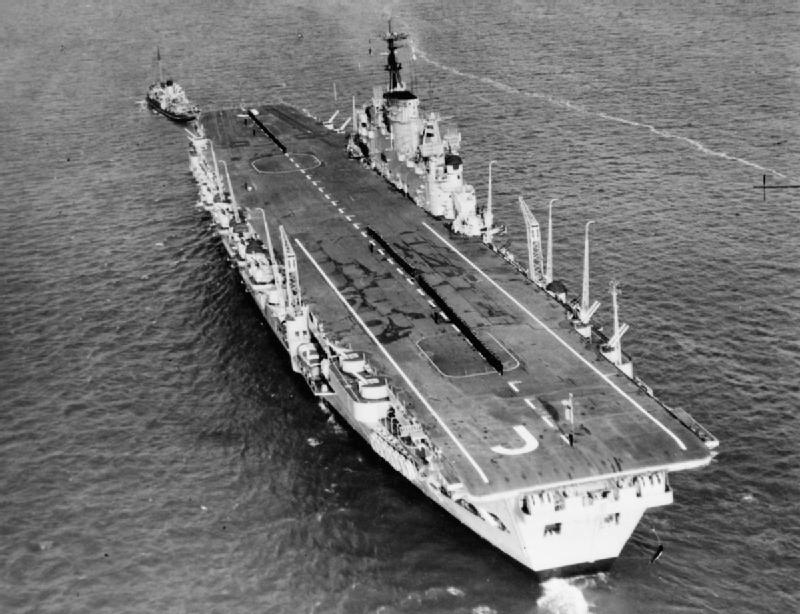
HMS Eagle

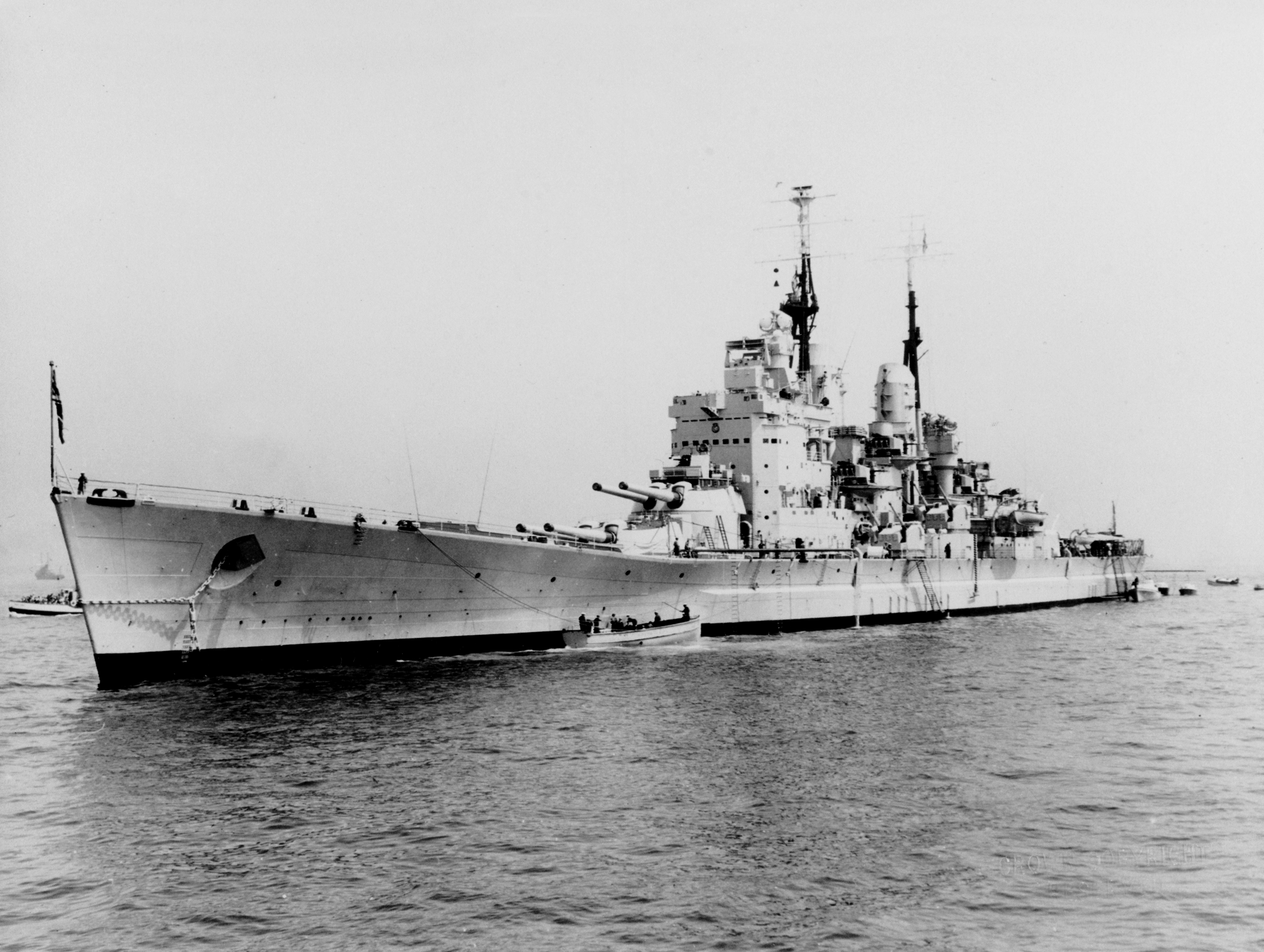
HMS Vanguard

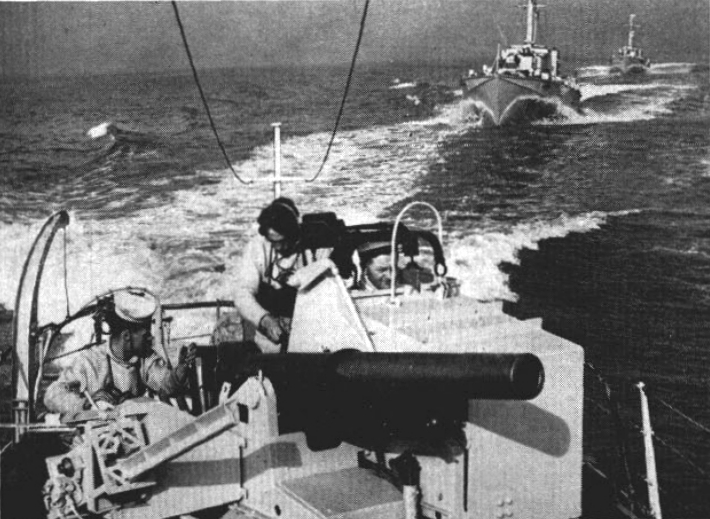
Британські моторні міноносці

«Франклін Рузвельт» з 17-ю авіаносною авіагрупою (CVG-17):
| - 171-а винищувальна ескадрилья (VF-171) - 172-а винищувальна ескадрилья (VF-172) - 174-а винищувальна ескадрилья (VF-174) - 175-а штурмова ескадрилья (VA-175) | - 12-а складена ескадрилья флоту (VC-12), 42-й загін - 33-я складена ескадрилья флоту (VC-33), 42-й загін - 62-а складена ескадрилья флоту (VC-62), 42-й загін - 2-а допоміжна вертолітна ескадрилья (HU-2), 41-й загін |

«Мідвей» з 6-ю авіаносною авіагрупою (CVG-6):
| - 61-а винищувальна ескадрилья (VF-61) - 42-а винищувальна ескадрилья (VF-42) - 41-а винищувальна ескадрилья (VF-41) - 21-а винищувальна ескадрилья (VF-21) - 25-а штурмова ескадрилья (VA-25) | - 8-а складена ескадрилья флоту (VC-8) - 12-а складена ескадрилья флоту (VC-12), 41-й загін - 33-я складена ескадрилья флоту (VC-33), 41-й загін - 62-а складена ескадрилья флоту (VC-62), 41-й загін - 2-а допоміжна вертолітна ескадрилья (HU-2), 41-й загін |

«Уосп» з 1-ю авіаносною авіагрупою (CVG-1):
| - 14-а винищувальна ескадрилья (VF-14) - 12-а винищувальна ескадрилья (VF-12) - 15-а штурмова ескадрилья (VA-15) | - 62-а складена ескадрилья флоту (VC-62), 18-й загін - 12-а складена ескадрилья флоту (VC-12), 18-й загін - 2-а допоміжна вертолітна ескадрилья (HU-2), 18-й загін |

HMS «Ігл»:
| - 800-а морська повітряна ескадрилья - 803-я морська повітряна ескадрилья - 809-а морська повітряна ескадрилья - 812-а морська повітряна ескадрилья | - 814-а морська повітряна ескадрилья - 827-а морська повітряна ескадрилья - 849-а морська повітряна ескадрилья - Ship Flight 1 |

HMS Illustrious (87):
- 4-а морська повітряна ескадрилья
- 824-а морська повітряна ескадрилья
- 860-а морська повітряна ескадрилья (Королівський флот Нідерландів)

Легкі авіаносці
- «Райт»
- HMS Theseus (R64)
- HMCS Magnificent (CVL 21)

Ескортні авіаносці
- «Міндоро»
- «Салерно Бей»

Лінкори
- USS Wisconsin (BB-64)
- HMS Vanguard

Крейсери
- USS Quincy (CA-71)
- USS Columbus (CA-74)
- USS Des Moines (CA-134)
- HMS Swiftsure
- HMCS Quebec

Флагман десантних військ
- USS Mount Olympus (AGC-8)

## Інші навчання НАТО восени 1952
Навчання «Мейнбрейс» були частиною серії навчань НАТО, що проводились під спільним командуванням адмірала Маккорміка і генерала Ріджвея восени 1952 року із залученням 300 тисяч військовослужбовців, що брали участь в маневрах від Полярного кола до Середземного моря.
Двоє навчань проводилися Об'єднаним командуванням ОЗС НАТО в Південній Європі. Одне з них, «Еншент вол», було серією військових маневрів, що зокрема включали тактичну підготовку невеликих сухопутних підрозділів, наземну тактичну підтримку з повітря і авіаносну підтримку з повітря.
Другі навчання, «Лонґстеп», були десятиденними військово-морськими навчаннями, що проводились в Середземному морі в листопаді 1952 року за участю більше 170 бойових кораблів і 700 літаків під загальним командуванням адмірала Карні. Метою союзних («блакитних») сил було вибити ворожі («зелені») сили з окупованих ними позицій в Східному Середземномор'ї. Блакитні морські сили були зосереджені навколо Шостого флоту США, зокрема, авіаносців Franklin D. Roosevelt та Wasp, під командуванням віце-адмірала Джона Кессіді. Зелені сили включали підводні човни і літаки наземного базування. Навчання завершилися висадкою десанту в затоці Лебідос на південь від Ізміра за участю 3000 французьких, італійських та грецьких військ, в тому числі 3-го батальйону 2-ї дивізії Корпусу морської піхоти під загальним командуванням генерала Роберта Хогабума.

## Реакція
Радянський Союз охарактеризував «Мейнбрейс», «Холдфаст» та інші військові навчання НАТО як «войовничі акти» НАТО, зробивши особливий акцент на участі Норвегії і Данії, причому в цей же час СРСР готувався до власних військових навчань в радянській зоні окупації.